# 1901 en arts plastiques
| Années des arts plastiques : 1898 - 1899 - 1900 - 1901 - 1902 - 1903 - 1904    |
| Décennies des arts plastiques : 1870 - 1880 - 1890 - 1900 - 1910 - 1920 - 1930 |

Cette page concerne l'année 1901 en arts plastiques.

## Événements
- 1er mai : Paul Gauguin et Charles Morice publient « Noa Noa » aux éditions La Plume. Gauguin achève les préparatifs de son déménagement aux îles Marquises.
- Disparition de la revue britannique The Poster, consacrée à l'affiche artistique. Elle avait été fondée en 1898.

## Œuvres
- Judith et Holopherne, tableau de Gustav Klimt.
- Arlequin assis, huile sur toile de Pablo Picasso.
- L'Adoubement, tableau de Edmund Leighton.

## Naissances
- 7 janvier : Fahrelnissa Zeid, peintre, vitrailliste, mosaïste, lithographe, graveuse et collagiste turque († 5 septembre 1991),
- 19 janvier : Fred Uhlman, écrivain et peintre britannique d'origine allemande († 11 avril 1985),
- 21 janvier : Rhona Haszard, peintre néo-zélandaise († 21 février 1931),
- 15 février : Manlio Rho, peintre italien († 7 septembre 1957),
- 27 février :
  - Théophile Lemonnier, peintre, dessinateur et graveur français († 28 mai 1986),
  - Marino Marini, sculpteur et peintre italien († 6 août 1980),
- 4 mars :
  - Norah Borges, peintre argentin († 20 juillet 1998),
  - Raymond Dendeville, peintre, graveur et illustrateur français († 1968),
- 10 mars :
  - Jean Larcena, poète et aquarelliste français († 29 janvier 1967),
  - Michel Seuphor, peintre abstrait, critique d'art et écrivain belgo-français († 12 février 1999),
- 13 mars : Raymond Tournon (fils), peintre et décorateur de cinéma français († 10 septembre 1975),
- 25 mars : André Lenormand, peintre et caricaturiste français († 6 juin 1993),
- 30 mars : Jean Dorville, peintre, dessinateur, lithographe, décorateur de théâtre et poète français († 21 février 1986),
- 4 avril : Vladimir Tomilovsky, peintre russe puis soviétique († 17 juin 1991),
- 7 avril :
  - Marcel Parturier, dessinateur et peintre français († 27 février 1976),
  - Christopher Wood, peintre anglais († 21 août 1930),
- 13 avril : Fédor Löwenstein, peintre austro-hongrois puis tchécoslovaque d'origine juive († 4 août 1946),
- 21 avril : Alfred Giess, peintre français († 26 septembre 1973),
- 2 mai : Camille Quesneville, graveur, imprimeur d'art et peintre français († 18 septembre 1971),
- 6 mai : Albert Decaris, peintre français († 1er janvier 1988),
- 8 mai : Eugène Klimoff, peintre, lithographe, graveur, professeur, historien d’art, auteur, mosaïste et restaurateur d’icônes canadien († 29 décembre 1990),
- 12 mai : František Matoušek, peintre austro-hongrois puis tchécoslovaque († 13 octobre 1961),
- 13 mai : Raymond Feuillatte, peintre français († 4 juillet 1971),
- 20 mai : Jean Archimbaud, aquarelliste, peintre, graveur et illustrateur français († 1976),
- 25 mai : André Girard, écrivain, résistant, peintre, illustrateur, caricaturiste et affichiste français († 2 septembre 1968),
- 4 juin : Noboru Kitawaki, peintre à tendance surréaliste japonais († 18 décembre 1951),
- 8 juin : Fausto Melotti, sculpteur et peintre italien  († 22 juin 1986),
- 9 juin : John Skeaping, peintre et sculpteur anglais († 5 mars 1980),
- 19 juin : Robert Grange, peintre français († 21 juillet 1979),
- 20 juin : Jules Cavaillès, peintre français († 29 janvier 1977),
- 22 juin : Francis Pasquier, peintre, dessinateur d'affiches et illustrateur français († 2 août 1969),
- 23 juin : Jean Deville, peintre, graveur et industriel français († 17 avril 1972),
- 29 juin : Pierre de Lestrade de Conti, caricaturiste, illustrateur et peintre français († 1er février 1977),
- 1er juillet : Christian d'Espic, chirurgien, peintre et graveur français († 2 juillet 1978),
- 12 juillet : Léon Gard, peintre et écrivain français († 12 novembre 1979),
- 14 juillet : Gino Boccasile, dessinateur, peintre, graphiste, illustrateur et affichiste italien († 10 mai 1952),
- 15 juillet : Pyke Koch, peintre néerlandais († 27 octobre 1991),
- 17 juillet : Rylsky, peintre et graveur français († 12 mai 1970),
- 18 juillet : Diego Angulo Íñiguez, historien de l'art espagnol († 5 octobre 1986),
- 29 juillet : Ferdinand Desnos, peintre français († 16 novembre 1958),
- 31 juillet : Jean Dubuffet, peintre, sculpteur et plasticien français († 12 mai 1985),
- 5 août : Georges Guiraud, sculpteur, médailleur et peintre français († 12 mai 1989),
- 8 août : Alfredo Gauro Ambrosi, peintre italien († 1945),
- 11 août : Luigi Corbellini, peintre italien († 9 mai 1968),
- 21 août : Max Band, peintre lituanien († 8 novembre 1974),
- 24 août : Alice Burchard-Bélaváry, peintre hongroise († 1972),
- 28 août : Ivo Pannaggi, peintre et architecte italien († 11 mai 1981),
- 13 septembre: Albert Genta, peintre français († 5 septembre 1989),
- 17 septembre : Mykola Hlouchtchenko, peintre russe puis soviétique († 31 octobre 1977),
- 19 septembre : Pierre-Albert Bégaud, peintre portraitiste et paysagiste français († 22 juin 1956),
- 22 septembre : Suzanne Van Damme, peintre belge († 11 janvier 1986),
- 7 octobre :
  - Maurice Baskine, peintre français († 5 juillet 1968),
  - Louise-Denise Damasse, peintre portraitiste et résistante française († 8 octobre 1987),
- 10 novembre : Paul-André Robert, illustrateur et naturaliste suisse († 20 août 1977),
- 13 novembre : Yūkei Teshima, peintre et calligraphe japonais († 27 mars 1987),
- 14 novembre : Cyril Bouda, peintre austro-hongrois puis tchécoslovaque († 29 août 1984),
- 23 novembre : Pierre Fossey, peintre et illustrateur français († 22 juillet 1976),
- 24 novembre : Sonia Hansen, peintre franco-danoise († 23 octobre 1993),
- 30 novembre : Takanori Oguiss, peintre japonais († 14 octobre 1986),

- 4 décembre : Pierre Cavellat, magistrat, peintre et céramiste français († 17 août 1995),
- 9 décembre : Robert Pouyaud, sculpteur et peintre post-cubiste français († 15 février 1970),
- 27 décembre : Stanley William Hayter, peintre britannique († 4 mai 1988),
- 28 décembre :
  - Paul Bazé, peintre français († 1985),
  - Georges-André Klein, peintre orientaliste français († 17 octobre 1992),
- Malvina Chabauty, peintre française (†  1982).

## Décès
- 4 janvier : Nikolaos Gysis, peintre grec (° 1er mars 1842),
- 8 janvier : Paul Nanteuil, peintre, dessinateur, graveur et enseignant français (° 28 septembre 1837),
- 12 janvier : Georges Moreau de Tours, peintre français (° 4 avril 1848),
- 8 février : Otto Reinhold Jacobi, peintre germano-canadien (° 27 février 1812),
- 10 février : Telemaco Signorini, peintre italien (° 18 août 1835),
- 17 février : Carles Casagemas, peintre espagnol (° 1881),
- 21 février : Cesare Mariani, peintre italien (° 13 janvier 1826),
- 2 mars : Achille Zo, peintre français (° 30 juillet 1826),
- 8 mars : Charles Jalabert, peintre français (° 25 décembre 1818),
- 19 mars: François Chifflart, peintre, dessinateur et graveur français (° 25 mars 1825),
- 15 avril : Juan Manuel Blanes, peintre uruguayen (° 8 juin 1830),
- 2 mai : Blaise Alexandre Desgoffe, peintre français (° 17 janvier 1830),
- 5 mai : Jules Laurens, peintre et lithographe français (° 27 juillet 1825),
- 26 mai : Jean Hégésippe Vetter, peintre français (° 22 septembre 1820),
- 20 juillet : Gaston Save, peintre, graveur, illustrateur, historien et archéologue français (° 22 août 1844),
- 10 août : Otto von Faber du Faur, peintre et militaire allemand (° 3 juin 1828),
- 17 août : Camille Adrien Paris, peintre animalier et de paysage français (° 22 mars 1834),
- 9 septembre : Henri de Toulouse-Lautrec, peintre et dessinateur français (° 24 novembre 1864),
- 22 septembre : Stefano Ussi, peintre italien (° 3 septembre 1822),
- 13 octobre : Domenico Morelli, peintre et personnalité politique italienne  (° 4 août 1826),
- 18 octobre : August Malmström, peintre et illustrateur suédois (° 14 octobre 1829),
- 22 octobre : Alfred Ronner, peintre belge (° 10 décembre 1851),
- 26 octobre : Philibert Léon Couturier, peintre français (° 26 mai 1823),
- 2 novembre : Michel Engels, dessinateur et peintre luxembourgeois (° 8 juillet 1851),
- 14 novembre : François-Frédéric Grobon, peintre et lithographe français (° 10 juillet 1815),
- 19 novembre : Georges Washington, peintre orientaliste français (° 15 septembre 1827),
- 20 novembre :
  - Louis Muraton, peintre français (° 10 novembre 1850),
  - Paul Émile Sautai, peintre d'histoire français (° 29 janvier 1842),
- 27 novembre : Antonio Gisbert, peintre espagnol (° 19 décembre 1834),
- ? :
  - Oreste Costa, peintre italien (° 1851),
  - José Luis Pellicer, peintre catalan (° 12 mai 1842).
  - Egisto Sarri, peintre italien (° 1837).